# Apostolos Andreas
Apostolos Andreas (gr. Ακρωτήρι Αποστόλου Ανδρέα, Akrotiri Apostolu Andrea; tur. Zafer Burnu) – przylądek na Cyprze, najdalej wysunięty w morze fragment półwyspu Karpas.